# Caroline Carré de Malberg
Caroline Carre de Malberg (ur. 8 kwietnia 1829 w Metz we Francji, zm. 28 stycznia 1891) – współzałożycielka stowarzyszenia Córek Świętego Franciszka Salezego i francuska Czcigodna Służebnica Boża.

## Życiorys
Caroline Carre de Malberg urodziła się 8 kwietnia 1829 roku jako córka Francisa Dominique'a Victora Colchena i Elizabeth Charlotte Simon. Kiedy miała 12 lat rodzice wysłali ją do inspekcji sióstr Wizytek. W wieku 20 lat w 1849 roku wyszła za mąż za Paula Carre, oficera i adiutanta. Z tego związku urodziła czworo dzieci, z których troje zmarło w młodym wieku. 15 października 1872 roku wraz z ojcem Chaumontem założyła stowarzyszenie Córek Świętego Franciszka. Zmarła 28 stycznia 1891 roku na raka w wieku 61 lat. 10 maja 2014 roku Kongregacja Spraw Kanonizacyjnych wydała dekret o heroiczności jej cnót.